# فاعل خير (فلم)
فاعل خير هو فيلم سينمائي مصري أنتج عام 1953. وقد غنى محمد فوزي في الفيلم أغنية "مال القمر ماله"، وهي إحدى أشهر أغانيه.

## قصة
يتحدث عن شاب فقير يهوى الفن والموسيقى، هناك علاقة حب بينه وبين فتاة ثرية هذه الفتاة تقدر فنه وخلقه، يرفض والدها الثري هذه العلاقة بل يقف في طريقها ويعلن عدم موافقته على زواجهما، وحجته في هذا أن الشاب الفنان مازال في أول طريق الفن، ولابد أن يضمن مستقبل ابنته في حالة استقرار الفنان ماديا، ومن جهة أخرى، هناك فتاة متحررة تؤمن بحقيقة فنه بل تدفعه إلى احتراف الغناء والتأليف الموسيقى، يسير الفنان في هذا الطريق الذي يحقق فيه الشهرة بل والثراء أيضا، مما يجعله قادرًا أن يتقدم لخطبة الفتاة التي يحبها، وتعلم الفتاة الأخرى بما نوى عليه الفنان فتحقد عليه وتدبر له مكيدة فتدعوه للقاء لإنهاء علاقتهما وتقدم له مشروبًا، هذا المشروب كان وبالا عليه، وهو أن فقد صوته، صوته هو عماد فنه وثرائه، ينفض الأصدقاء من حوله، وتتدهور حالته المادية، يعمل على إبعاد خطيبته عن حياته، وتجرى له عملية جراحية يعود بها صوته، ويعود لفنه، ويعود لفتاته الأولى، بل تلقى الفتاة المتحررة مصيرها بيدها.

## وصلات خارجية
- مقالات تستعمل روابط فنية بلا صلة مع ويكي بيانات